# Wysse Nollen
Wysse Nollen är en bergstopp i Schweiz.   Den ligger i distriktet Goms och kantonen Valais, i den centrala delen av landet, 80 km öster om huvudstaden Bern. Toppen på Wysse Nollen är 3 398 meter över havet.
Terrängen runt Wysse Nollen är huvudsakligen bergig, men den allra närmaste omgivningen är kuperad. Närmaste större samhälle är Meiringen, 18,2 km väster om Wysse Nollen. 
Trakten runt Wysse Nollen är permanent täckt av is och snö. Runt Wysse Nollen är det mycket glesbefolkat, med 5 invånare per kvadratkilometer.